# Перьков, Александр Кузьмич
Алекса́ндр Кузьми́ч Перько́в (1912—1993) — главный конструктор «Северного проектно-конструкторского бюро» в 1958—1975 годах.
Один из крупных конструкторов и организаторов судостроительного производства, главный конструктор больших противолодочных кораблей проекта 1134Б и ракетных крейсеров проекта 1164, Герой Социалистического Труда, лауреат Ленинской премии 1968 года за создание ракетных крейсеров проекта 58.

## Биография
Окончил в 1938 году Ленинградский политехнический институт, затем работал на Адмиралтейском заводе.
В марте 1946 года был переведён в ЦКБ-53 на должность заместителя начальника отдела, позднее заместитель главного конструктора.
С октября 1953 по 1958 год А. К. Перьков исполнял обязанности главного инженера ЦКБ-53.
Начальник конструкторского бюро с 1958 по 1979 год.
Вышел на пенсию в 1980 году.
Умер в 1993 году, похоронен на Красненьком кладбище.

## Деятельность
За время руководства А. К. Перькова «Северным ПКБ» был создан первый в мире боевой надводный корабль с газотурбинной установкой, развернулось проектирование кораблей третьего поколения.
Благодаря активному участию А. К. Перькова были образованы филиалы «Северного ПКБ» в Николаеве и Калининграде.

## Награды
- медаль «Серп и Молот» (18.02.1975)
- два ордена Ленина (28.04.1963, 18.02.1975)
- орден Октябрьской Революции (26.04.1971)
- орден Трудового Красного Знамени (19.11.1985)
- медаль «За трудовое отличие» (02.10.1950)
- Ленинская премия (1968).